# Respekt och frihetspartiet
Respekt och frihet (ungerska: Tisztelet és Szabadság Párt, TISZA) är ett politiskt parti i Ungern. Partiledare är Péter Magyar, jurist och tidigare medlem av Fidesz. Partiet växte sig större i opinionen i början av 2024 med anledning av en politisk skandal i landet som bland annat resulterade i president Katalin Novák och justitieminister Judit Vargas avgång.

## Ideologi
Partiet beskriver inte sig själva med någon särskild ideologi utan säger sig vara ett parti för ungrare först och ideologier i andra hand. Deras politik har beskrivits som "Fideszpolitik minus korruption". Partiledaren Péter Magyar har uttalat sig kritisk mot Ungerns premiärminister Viktor Orbáns vänliga inställning till Ryssland och hans hållning i Rysslands invasion av Ukraina.

## Europaparlamentet
Partiet ställde upp i Europaparlamentsvalet 2024, där de fick 30 procent av rösterna och därmed 7 av Ungerns 21 mandat. Deras ledamöter i Europaparlamentet sitter med mitten-höger-gruppen EPP, men  partiet självt är ej en medlem av det europeiska folkpartiet.